# كاثي كامبل
كاثي كامبل (بالإنجليزية: Cathy Campbell)‏ هي صحفية نيوزيلندية، ولدت في 1962، وتوفيت في 23 فبراير 2012.